# Józef Ruszar
Józef Maria Ruszar (ur. 2 marca 1951 w Pruszkowie) – polski działacz opozycyjny w PRL, jeden z założycieli Studenckiego Komitetu Solidarności w Krakowie. Doktor habilitowany nauk humanistycznych, wykładowca Akademii Ignatianum w Krakowie, w latach 2019-2024 dyrektor Instytutu Literatury, redaktor naczelny Kwartalnika Kulturalnego „Nowy Napis”. Od 2004 roku organizuje międzynarodowe konferencje naukowe pod nazwą Warsztaty Herbertowskie i wydaje serię Biblioteka Pana Cogito (ponad 60 tomów do roku 2022). 

## Życiorys

### Do 1989
Od 1969 studiował, najpierw fizykę (nie ukończoną), a w latach 1972–1977 polonistykę na Uniwersytecie Jagiellońskim, w czasie studiów uczestniczył w Duszpasterstwie Akademickim „Beczka”, był związany z o. Janem Andrzejem Kłoczowskim. W ramach DA należał do twórców Studium Wiedzy Chrześcijańskiej, które rozpoczęło działalność w październiku 1975, prowadził też grupy samokształceniowe dla uczniów szkół średnich. W marcu 1977 był jednym z inicjatorów listu studentów domagającego się amnestii dla represjonowanych w następstwie protestów robotniczych w czerwcu 1976 i powołania komisji poselskiej dla zbadania okoliczności tych wydarzeń, współpracował z Komitetem Obrony Robotników. Uczestniczył w protestach studenckich po śmierci Stanisława Pyjasa. Należał do założycieli Studenckiego Komitetu Solidarności w Krakowie i podpisał jego deklarację założycielską z 15 maja 1977. We wrześniu 1977 podpisał Deklarację Ruchu Demokratycznego, programowy dokument opozycji „korowskiej”.
Jesienią 1977 odszedł z SKS i w październiku tegoż roku był jednym z twórców nieformalnego ośrodka spotkań poświęconych kulturze niezależnej, działającego do marca 1978 przy klasztorze sióstr norbertanek w Krakowie. Również jesienią 1977 został członkiem redakcji pisma „Robotnik”. W 1978 nawiązał kontakt z lubelskim pismem „Spotkania”, był członkiem redakcji pisma od trzeciego numeru, który ukazał się w kwietniu 1978, współpracował z pismem do jesieni 1980. Przerwa w działalności opozycyjnej od lipca 1978 do czerwca 1979 była spowodowana powołaniem do Ludowego Wojska Polskiego. W 1979 zamieszkał w Warszawie, został członkiem tamtejszego Klubu Inteligencji Katolickiej i równocześnie jego etatowym pracownikiem, był zaangażowany w organizację Dni Kultury Chrześcijańskiej. W sierpniu 1980 brał udział w strajku w Stoczni Gdańskiej im. Lenina. Od września 1980 należał do NSZZ „Solidarność”, był pełnomocnikiem ds. szkolenia związkowego przy Komisji Zakładowej „S” w Zakładach Mechanicznych „Ursus” (od października 1980 do marca 1981). Od marca 1981 był członkiem redakcji Tygodnika Solidarność, w dziale informacji związkowej. Został internowany 13 grudnia 1981, przebywał w Białołęce, Załężu i Uhercach, zwolniono go 4 grudnia 1982. Po uwolnieniu został członkiem redakcji miesięcznika „Więź”. W październiku 1983 wyjechał do RFN na stypendium dziennikarskie KAAD (Katholischer Akademischer Ausländerdienst), w 1984 został pracownikiem Radia Wolna Europa, najpierw w Monachium, następnie w Nowym Jorku i pracował tam do 1993. Od maja 1989 uczestniczył w pracach Komitetu Wyborczego NSZZ „Solidarność” w Nowym Jorku, wspierającego kampanię wyborczą kandydatów Komitetu Obywatelskiego „Solidarność” w wyborach do Sejmu.

### Od 1989
W 1996 powrócił do Polski. Pracował m.in. w „Super Expressie” (1996), od roku 1996 był szefem ds. promocji i informacji Festiwalu Kraków 2000, w latach 2002–2007 w „Rzeczpospolitej”. W latach 2004–2006 roku był dyrektorem Warszawskiego Festiwalu Poezji im. Zbigniewa Herberta. Od 2004 roku organizuje Warsztaty Herbertowskie. W roku 2007 został koordynatorem Roku Josepha Conrada-Korzeniowskiego z okazji 150 rocznicy urodzin pisarza. Od 2007 w TVP Historia prowadził cotygodniowy program „Siła bezsilnych”. W grudniu 2007 został dyrektorem Departamentu Komunikacji Społecznej Narodowego Banku Polskiego, następnie był dyrektorem Departamentu Edukacji i Wydawnictw NBP (do 2010). Od 2004 roku organizuje Warsztaty Herbertowskie – coroczne konferencje poświęcone poezji polskiej XX/XXI wieku. Od 2016 roku warsztaty mają charakter międzynarodowy, a od 2019 stały się statutową działalnością Instytutu Literatury.

### Instytut Literatury
W 2018 roku zainicjował wydawanie Kwartalnika Literackiego NAPIS, pod auspicjami Ministerstwa Kultury, a siłami Polskiego Wydawnictwa Muzycznego. 26 lutego 2019 został powołany na stanowisko p.o. dyrektora Instytutu Literatury. Od 14 stycznia 2020 roku do 29 kwietnia 2024 pełnił funkcję dyrektora tej instytucji.
Pod koniec września 2023 roku Antonina Tosiek w reportażu opublikowanym w „Dialogu Puzyny” i „Krytyce Politycznej” opisała, że Ruszar w trakcie zarządzania Instytutem Literatury uciekał się do licznych praktyk mobbingowych w tym: upokarzania, zniesławienia, zastraszania, gróźb utraty pracy, stosowania wulgaryzmów wobec podwładnych oraz molestowania seksualnego wielu pracownic instytutu.
Wszedł w skład komitetu wspierającego kandydaturę Karola Nawrockiego na prezydenta RP w wyborach w 2025.

## Twórczość
J.M. Ruszar jest autorem licznych książek i innych publikacji, m.in. artykułów w takich czasopismach jak: „Perspektywy Kultury”, „Nowy Napis”, „Rocznik Filozoficzny Ignatianum”, „Konteksty Kultury”, „Forum Artis Rhetoricae”, „Świat i Słowo”. Jego artykuły były tłumaczone też na języki obce. Jest autorem również licznych rozdziałów w monografiach i książkach zbiorowych (w latach 2014–2022 ponad 20 pozycji). Od 2004 roku wydaje serię naukową Biblioteka Pana Cogito (do września 2022 69 tomów), poświęconą twórczości poetów XX wieku.
Jest redaktorem naczelnym Kwartalnika Kulturalnego Instytutu Literatury „Nowy Napis. Liryka, epika, dramat” ukazującym się od 2019 roku. Każdemu numerowi „Nowego Napisu” towarzyszą pozycje krytycznoliterackie w ramach serii Biblioteki Krytyki Literackiej (do września 2022 ukazały się 42 tomy). Od 2004 roku jest również redaktorem naczelnym serii wydawniczej Nowa Krytyka i Esej, w której do września 2022 ukazało się 8 tomów.

### Monografie
- Na ziemi i w niebie. Szkice o ziemskiej i niebieskiej ojczyźnie Jana Polkowskiego (Kraków 2022).
- Zapasy ze światem Zbigniewa Herberta. Esej o życiu pisarzy w czasach pierwszych sekretarzy (Kraków 2020).
- Mane tekel fares. Obrazy Boga w twórczości Tadeusza Różewicza (Kraków–Bielsko-Biała 2019). Tłumaczenie na j. ukraiński: Мене, текел, перес. Образи Бога у творчостi Тадеуша Ружевича, Лiтопис, 2020.
- Wytarty profil rzymskich monet. Ekonomia jako temat literacki w twórczości Zbigniewa Herberta (Kraków 2016).
- Słońce republiki. Cywilizacja rzymska w twórczości Zbigniewa Herberta (Kraków 2014). Tłumaczenie na j. rosyjski: Солнце республики. Римская цивилизация в поэзии Збигнева Херберта, Лимбах, 2019. Tłumaczenie na j. ukraiński: Сонце республіки. Римська цивілізація у творчості Збіґнєва Герберта, 2021.

### Książki dziennikarskie
- Historia i charakter. Opowieść o Polskim Państwie Podziemnym. Z Janem Karskim, Stefanem Korbońskim, Jerzym Lerskim i Janem Nowakiem-Jeziorańskim rozmawia Józef Ruszar (Kraków 2023).
- Czerwone pająki. Dziennik żołnierza LWP (Warszawa 2017).

## Odznaczenia
- 2007 – Krzyż Oficerski Orderu Odrodzenia Polski[9];
- 2018 – Srebrny Medal „Zasłużony Kulturze Gloria Artis”[10];
- 2019 – Krzyż Wolności i Solidarności;
- 2019 – Medal Stulecia Odzyskanej Niepodległości;
- 2020 – Żeby Polska była Polską, nagroda Towarzystwa Patriotycznego;
- 2025 – Krzyż Komandorski Orderu Odrodzenia Polski[11]